# Dmitri Jurjewitsch Nossow

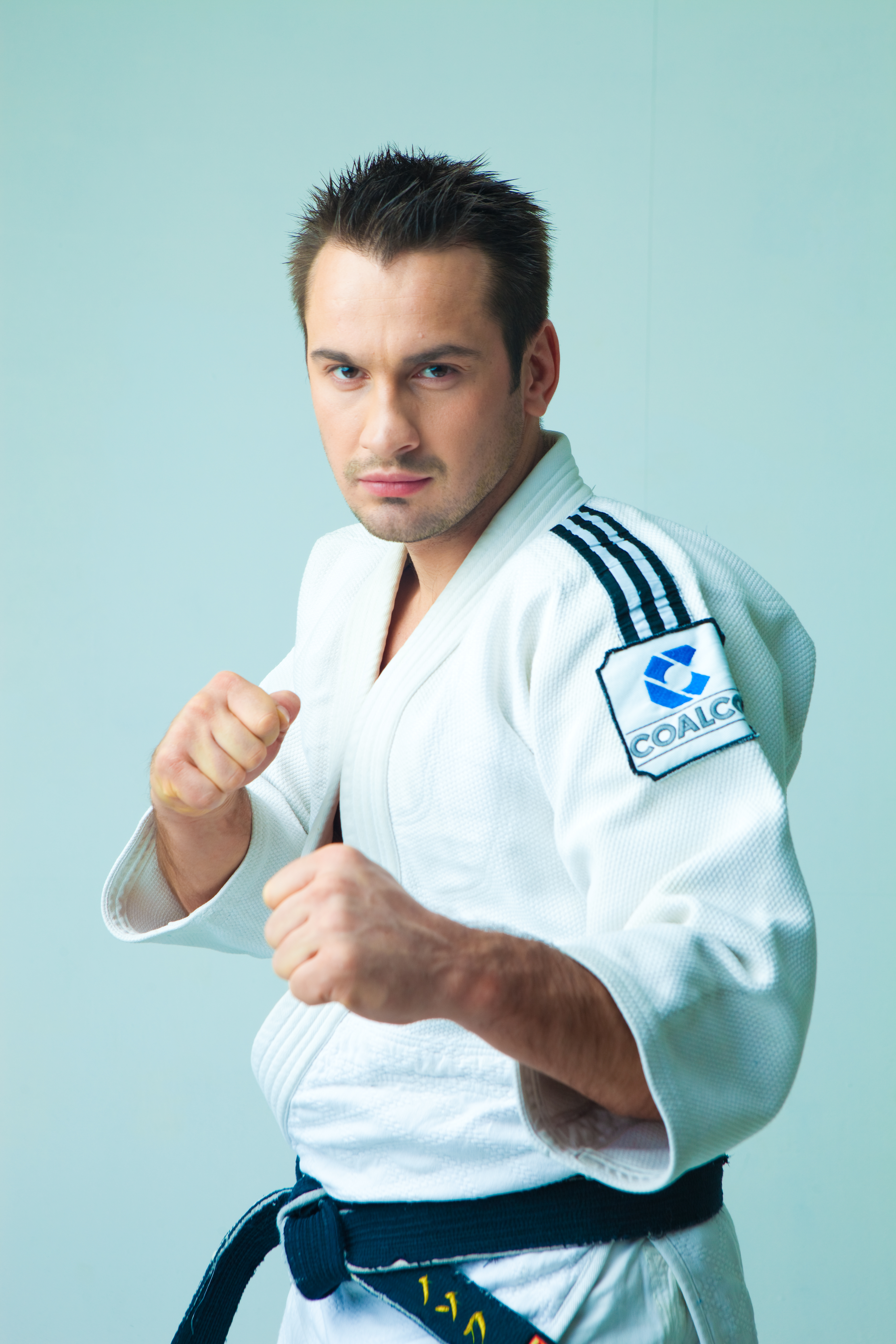
Dmitri Nossow (2009)

Dmitri Jurjewitsch Nossow (russisch Дмитрий Юрьевич Носов; * 9. April 1980 in Tschita-46, Region Transbaikalien) ist ein ehemaliger russischer Judoka, der im Halbmittelgewicht antrat, der Gewichtsklasse bis 81 Kilogramm. Er gewann 2004 eine olympische Bronzemedaille. Seit 2011 ist er Abgeordneter der Duma.

## Karriere
Der 1,76 m große Nossow kämpfte für Dynamo Moskau. 2002 war er Dritter bei den russischen Meisterschaften und Zweiter bei den russischen U23-Meisterschaften. Im Jahr darauf erreichte er beim Weltcup-Turnier in Budapest das Finale und verlor gegen den Südkoreaner Kwon Yeong-u. Anfang 2004 gewann er die Super-Weltcup-Turniere in Moskau und Hamburg. Bei den Europameisterschaften in Bukarest unterlag er im Halbfinale dem Griechen Ilias Iliadis, gewann aber den Kampf um Bronze gegen den Aserbaidschaner Mehman Əzizov. 
Bei den Olympischen Spielen 2004 in Athen bezwang er in seinem ersten Kampf den Japaner Masahiko Tomouchi nach 3:12 Minuten. Seine beiden nächsten Kämpfe gegen den Italiener Roberto Meloni und den Brasilianer Flávio Canto gingen über die volle Zeit. Im Halbfinale traf er auf Ilias Iliadis, der den Kampf nach 1:50 Minuten für sich entschied. Im Kampf um Bronze war wieder Mehman Əzizov sein Gegner und Nossow gewann nach voller Kampfzeit von  fünf Minuten.
2005 unterlag Nossow im Viertelfinale der Weltmeisterschaften in Kairo dem Algerier Abderrahmane Benamadi und belegte letztlich den siebten Platz. 2006 belegte er mit der russischen Mannschaft den zweiten Platz bei den Teamweltmeisterschaften.
Seit der Parlamentswahl 2011 ist Nossow für die Liberal-Demokratische Partei Russlands in der Duma. Als ehemaliger Leistungssportler äußerte er sich im Zusammenhang mit dem russischen Doping-Skandal und wies auf die Schuld von Ärzten und Sportfunktionären hin.